# 1745
1745 (MDCCXLV) byl rok, který dle gregoriánského kalendáře započal pátkem.

## Události
- Jakobitské povstání ve Skotsku a snaha dosadit na trůn Velké Británie Jakuba Františka Stuarta. V čele povstání stál jeho syn Karel Eduard Stuart.
- přes odpor lidu se začíná zavádět pěstování brambor v Německu
- první burza cenných papírů v Londýně

### Probíhající události
- 1739–1748 – Válka o Jenkinsovo ucho
- 1740–1748 – Války o rakouské dědictví

## Vědy a umění
- E. G. Kleist a P. van Musschenbroek sestrojili leydenskou láhev – první elektrický kondenzátor
- E. Lee zdokonaluje větrný mlýn přídavným zařízením, natáčejícím automaticky hlavní hřídel proti větru

## Narození

### Česko
- 7. dubna – Jiří Družecký, český hobojista a skladatel († 21. června 1819)
- 27. června – Jan Nepomuk Vent, český houslista, hobojista a hudební skladatel († 3. července 1801)
- 18. srpna – Václav Josef Bartoloměj Praupner, skladatel († 1. dubna 1807)
- 9. září – Jan Václav Peter, česko-rakouský malíř zvířat († 28. prosince 1829)

### Svět
- 1. ledna

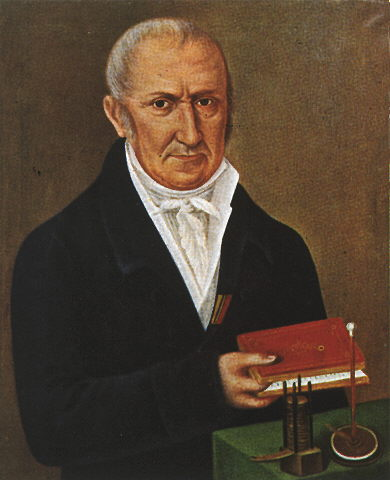
Alessandro Volta (* 18. února)

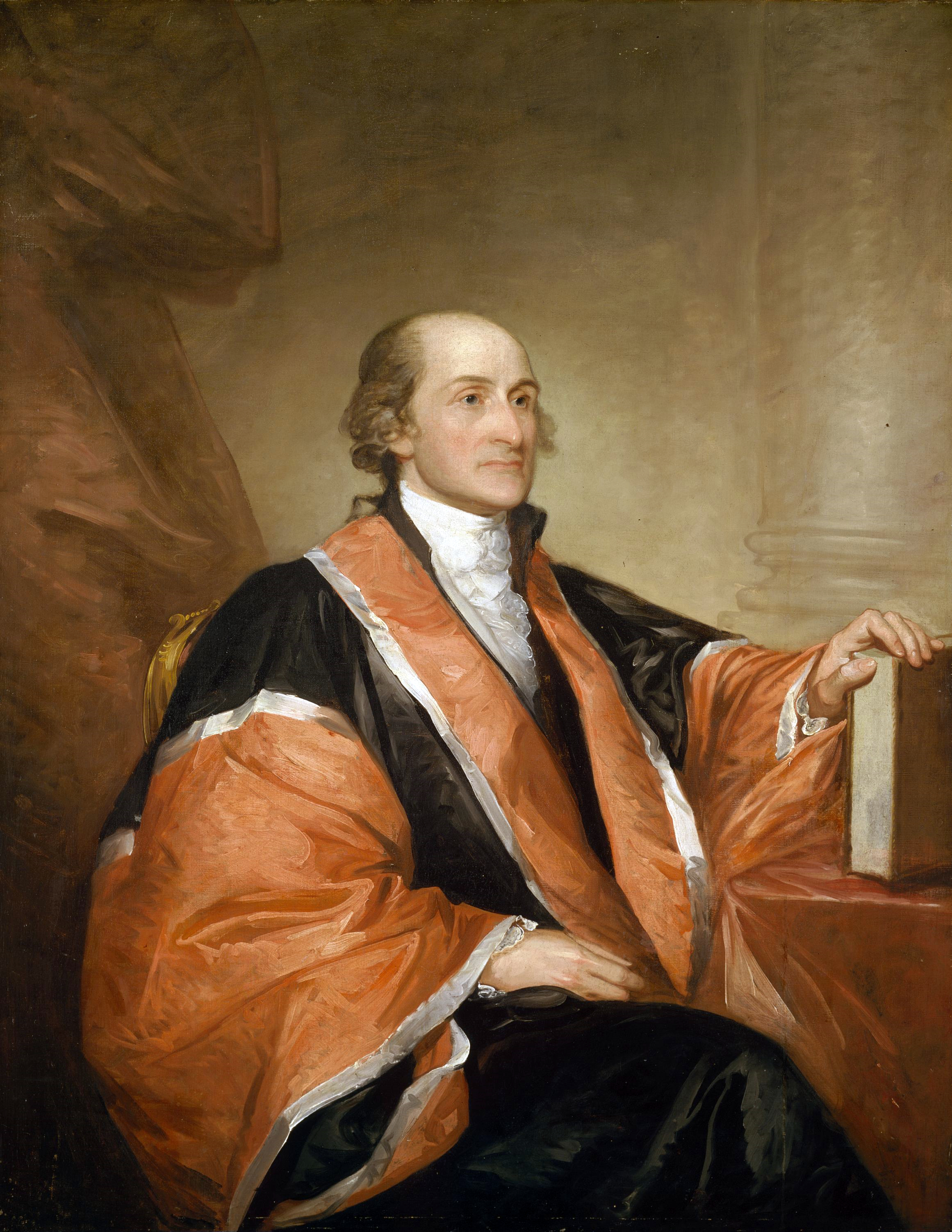
John Jay (* 12. prosince)

  - Anthony Wayne, americký generál († 15. prosince 1796)
  - Vincenc Maria Strambi, italský biskup a světec († 1. ledna 1824)
- 6. ledna – Jacques Étienne Montgolfier, francouzský spoluvynálezce horkovzdušného balonu († 2. srpna 1799)
- 7. ledna – Johan Christian Fabricius, dánský entomolog a ekonom († 3. března 1808)
- 10. ledna – Isaac Titsingh, nizozemský chirurg a diplomat († 2. února 1812)
- 16. ledna – Antonio José Cavanilles, španělský botanik († 5. května 1804)
- 17. ledna – Nicolas Roze, francouzský hudební skladatel († 30. září 1819)
- 18. ledna – Caterino Mazzolà, italský libretista a básník († 16. července 1806)
- 23. ledna – William Jessop, britský stavitel plavebních kanálů a železnic († 18. listopadu 1814)
- 31. ledna – François Barbé-Marbois, francouzský politik († 12. února 1837)
- 1. února – Karel Josef Habsbursko-Lotrinský, rakouský arcivévoda, syn Marie Terezie († 18. ledna 1761)
- 6. února – Schack Hermann Ewald, německý publicista († 5. května 1822)
- 10. února – Levin August von Bennigsen, ruský generál německého původu († 3. prosince 1826)
- 18. února – Alessandro Volta, italský fyzik a vynálezce († 5. března 1827)
- 20. února – Henry James Pye, anglický básník († 11. srpna 1813)
- 15. března – Charles Dibdin, anglický básník, spisovatel, dramatik, hudebník, skladatel († 25. července 1814)
- 16. března – Johann Wilhelm Cornelius von Königslöw, německý varhaník a hudební skladatel († 14. května 1833)
- 19. března – Johann Peter Frank, německý lékař († 24. dubna 1821)
- 25. března – John Barry, komodor Námořnictva spojených států amerických († 13. září 1803)
- 1. dubna – Johann Joseph La Roche, rakouský herec († 8. června 1806)
- 2. dubna – Richard Bassett, americký politik († 17. srpna 1815)
- 14. dubna – Denis Ivanovič Fonvizin, ruský dramatik († 12. prosince 1792)
- 20. dubna – Philippe Pinel, francouzský psychiatr († 25. října 1826)
- 29. dubna – Oliver Ellsworth, americký právník a politik († 26. listopadu 1807)
- 7. května – Karel Stamic, německo-francouzský skladatel českého původu († 9. listopadu 1801)
- 10. května – Vilém Florentin Salm-Salm, belgický biskup, arcibiskup pražský († 14. září 1810)
- 3. června – Josef Emanuel Canal, rakouský botanik a humanista († 20. února 1826)
- 15. června – Friedrich Benda, německý komorní hudebník a skladatel († 19. června 1814)
- 7. července – Marie Eleonora z Lichtenštejna, česká šlechtična německého původu († 26. listopadu 1812)
- 17. července – Timothy Pickering, americký politik († 29. ledna 1829)
- 19. srpna – Johan Gottlieb Gahn, švédský chemik († 8. prosince 1818)
- 30. srpna – Johann Hieronymus Schröter, německý astronom († 29. srpna 1816)
- 27. října – Maxim Sozontovič Berezovskij, ruský hudební skladatel ukrajinského původu († 9. dubna 1777)
- 24. listopadu – Marie Ludovika Španělská, manželka císaře Leopolda II. († 15. května 1792)
- 12. prosince – John Jay, americký právník, politik a diplomat († 17. května 1829)
- 28. prosince – Juan Manuel de Ayala, španělský námořní důstojník a objevitel († 30. prosince 1797)
- ? – Henry Conwell, irský duchovní v USA († 22. dubna 1842)
- ? – Olaudah Equiano, otrok, spisovatel († 31. března 1797)
- ? – Jelizaveta Alexejevna Tarakanovová, falešná uchazečka o ruský trůn († 15. prosince 1775)
- ? – Mihrişah Sultan, manželka osmanského sultána Mustafy III. a matka sultána Selima III. († 16. října 1805)

## Úmrtí
Česko
- 4. února – Ignác Hubatka, český hudební skladatel (* 1697 resp. 1698)
- 19. září – Jiří Volný, český ovčák, písmák a básník (* 1676)
- 23. prosince – Jan Dismas Zelenka, český hudební skladatel (* 16. října 1679)

Svět
- 3. ledna – Jan de Bodt, saský generál a architekt (* 1670)
- 20. ledna – Karel VII. Bavorský, císař Svaté říše římské (* 6. srpna 1697)
- 24. ledna – Wincenty Maxylewicz, polský skladatel (* okolo roku 1685)
- 25. ledna – Georg Tobias Histonus, německý právník a historik (* 25. ledna 1666)
- 28. ledna – Jean Le Gros, francouzský malíř (* 1671)
- 9. února – Eucharius Gottlieb Rink, německý heraldik a právník (* 11. srpna 1670)
- 18. února – Francesco Nicola Fago, italský barokní skladatel (* 26. února 1677)
- 23. února – Joseph Effner, německý stavitel a zahradní architekt (* 4. února 1687)
- 15. března – Michel de La Barre, francouzský flétnista (* 1687)
- 16. března – Elias David Häusser, německý architekt (* 1687)
- 18. března – Robert Walpole, britský politik (* 26. srpna1676)
- 19. března – Giovanni Francesco Guerniero, italský architekt (* kolem 1665)
- 27. března – Tommaso Crudeli, italský básník (* 21. prosince 1702)
- 12. dubna – Johann Jakob Samhammer, německý architekt (* 3. března 1685)
- 18. dubna – Francesco Venturini, německý houslista a skladatel (*kolem 1675)
- 27. dubna – Jean-Baptiste Morin, francouzský skladatel (* 2. února 1677)
- 9. května – Tomaso Antonio Vitali, italský houslista a hudební skladatel (* 7. března 1663)
- 12. května – Jacques de Noyon, kanadský objevitel (* 12. února 1668)
- 13. května
  - Franz Trumler, rakouský kameník a sochař (* 1687)
  - Charles Étienne Jordan, rádce a důvěrník Friedricha II. Pruského (* 27. srpna 1700)
- 22. května – François-Marie de Broglie, francouzský maršál (* 11. února 1671)
- 30. května – Johann Adam Kulmus, německý anatom (* 23. března 1689)
- 13. června – Domenico Antonio Vaccaro, italský sochař a malíř (* 3. června 1678)
- 28. června – Antoine Forqueray, francouzský skladatel (* 1672)
- 8. července – Gundaker Thomas Starhemberg, rakouský finančník (* 14. prosinec 1663)
- 20. července – Francesco della Penna, italský misionář v Tibetu (* 1680)
- 25. července – Pierre Alexis Delamair, francouzský architekt (* 1672)
- 31. července – Karl Heinrich von Hornstein, člen Řádu německých rytířů (* 13. února 1668)
- 3. srpna – Johann Paul Schilck, rakouský kameník a sochař (* 1667)
- 5. srpna – Akinfij Nikitič Davidov, ruský průmyslník (* 1678)
- 11. srpna – Adam Horatio Casparini, německý stavitel varhan (* 29. července 1674)
- 12. srpna – Abbondio Stazio, švýcarský sochař (* 1663)
- 20. srpna – Michael Christian Rusmeyer, německý evangelický teolog (* 21. srpna 1686)
- 24. srpna – Oleksa Dovbuš, ukrajinský zbojník (* 1700)
- 30. srpna – Jean-Baptiste-Maurice Quinault, francouzský herec a hudebník (* 9. září 1687)
- 4. září – Christian Ernst, vévoda Sachsen-Coburg-Saalfeld (* 18. srpna 1683)
- 5. září – Simon-Joseph Pellegrin, francouzský básní a dramaturg (* 1663)
- 14. září – Martino Altomonte, italský malíř (* 8. května 1657)
- 16. září – James Butler, 2. vévoda z Ormonde, britský vojevůdce, státník a šlechtic (* 29. dubna 1665)
- 2. října – Heinrich Klausing, německý matematik a historik (* 28. prosince 1675)
- 18. října – Jacques Autreau, francouzský básník a dramatik (* 1657)
- 19. října – Jonathan Swift, irský spisovatel (* 30. listopadu 1667)
- 23. října
  - Johann Alexander Döderlein, německý historik (* 11. února 1675)
  - Ludwig Gruno von Hessen-Homburg, ruský generál (* 15. ledna 1775)
- 4. listopadu – Dietrich Hermann Kemmerich, německý právník (* 1677)
- 16. listopadu – Johann Lukas von Hildebrandt, italský stavitel (* 1668)
- 22. listopadu – Simon Peter Gasser, německý právník a ekonom (* 13. května 1676)
- 26. listopadu – Johann Christoph Krüsike, německý teolog a básník (* 11. března 1682)
- 30. listopadu – Johann Ernst Elias Bessler, německý vynálezce (* 1681)
- 6. prosince – Imrich Esterházy, ostřihomský arcibiskup a uherský primas (* 17. prosince 1663)
- 8. prosince – Jean de Laroque, francouzský spisovatel (* 1661)
- 13. prosince – Gabriel Bernard de Rieux, francouzský politik (* 1687)
- 16. prosince
  - Pierre François Guyot Desfontaines, francouzský spisovatel (* 1685)
  - Johann Wilhelm Wagner, německý astronom (* 24. listopadu 1681)
- 19. prosince
  - Jacques Jubé, francouzský kněz, zastánce jansenismu (* 26. března 1674)
  - Jean-Baptiste van Loo, francouzský malíř (* 14. ledna 1684)
- ? – Juriaen Pool, nizozemský malíř (* 1665)
- ? – Anton Friedrich Harms, německý umělec (* 1695)

## Hlavy států
- Francie – Ludvík XV. (1715–1774)
- Habsburská monarchie – Marie Terezie (1740–1780)
- Osmanská říše – Mahmud I. (1730–1754)
- Polsko – August III. (1734–1763)
- Portugalsko – Jan V. (1706–1750)
- Prusko – Fridrich II. (1740–1786)
- Rusko – Alžběta Petrovna (1741–1762)
- Španělsko – Filip V. (1724–1746)
- Švédsko – Frederik I. (1720–1751)
- Velká Británie – Jiří II. (1727–1760)
- Svatá říše římská – Karel VII. (1742–1745) / František I. Štěpán Lotrinský (1745–1765)
- Papež – Benedikt XIV. (1740–1758)
- Japonsko – Sakuramači (1735–1747)
- Perská říše – Nádir Šáh